# Mausoleum (Callendar House)

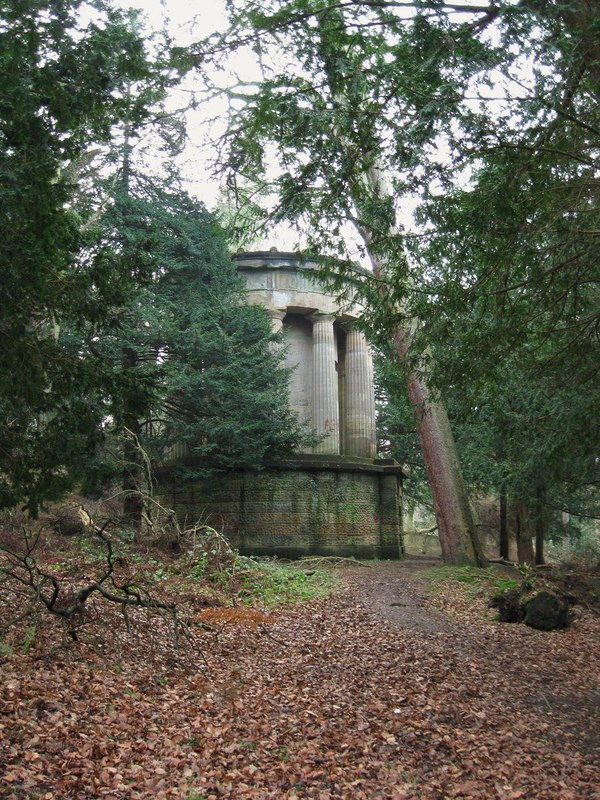
Das Mausoleum im Januar 2012

Das Mausoleum von Callendar House ist ein Mausoleum nahe der schottischen Stadt Falkirk in der gleichnamigen Council Area. 1972 wurde das Bauwerk in die schottischen Denkmallisten in der höchsten Kategorie A aufgenommen.

## Geschichte
Das Bauwerk wurde im Jahre 1816 auf Geheiß von William Forbes of Callendar auf den Ländereien von Callendar House, wahrscheinlich als Ruhestätte seiner unvermittelt verstorbenen ersten Ehefrau, erbaut. Als Architekt zeichnet Archibald Elliot für den Entwurf verantwortlich. Die im Voraus geschätzten Baukosten beliefen sich auf 2370 £. 1963 wurde das gesamte Anwesen an die Lokalregierung von Falkirk verkauft, welche zwar später das Herrenhaus, nicht aber das Mausoleum restaurieren ließ. Auf Grund des fortschreitenden Verfalls, auch infolge von Vandalismus, wurde das Gebäude 2008 in das Register gefährdeter denkmalgeschützter Bauwerke in Schottland eingetragen. Es wurde zwischenzeitlich verschlossen, sodass sich der Vandalismus auf Graffiti an den Außenmauern beschränkt. Sein Zustand wurde 2019 als schlecht, jedoch mit geringer Gefährdung eingestuft.

## Beschreibung

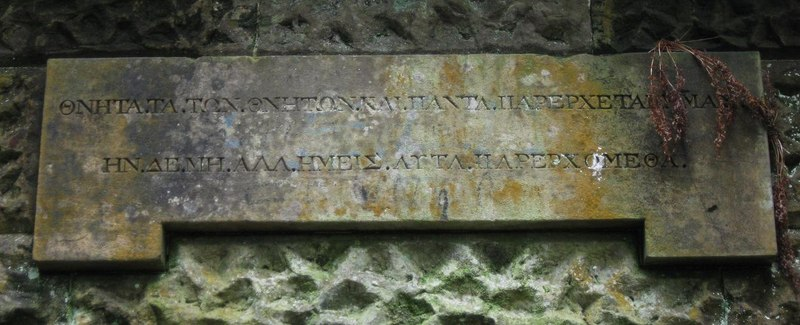
Griechische Inschrift über dem Eingang

Das Mausoleum befindet sich im Osten der Ländereien von Callendar House etwa 600 Meter südöstlich von Callendar House selbst. Das Fundament des Rundbaus ist aus bossierten Natursteinen gefertigt. Der schlichte Eingang tritt leicht hervor. Darüber ist auf einer Plakette ein Zweizeiler von Lukian von Samosata eingraviert. Auf dem Fundament sitzen umlaufend zwölf dorische Säulen auf, welche das Dach tragen. Im Inneren befindet sich eine Cella.